# Anita (filme)
Anita (em chinês:  梅艷芳) é um filme de drama musical biográfico de Hong Kong de 2021 sobre a estrela do Cantopop Anita Mui dirigido por Longman Leung, com um roteiro escrito por Leung e Jack Ng. Louise Wong, em sua estreia no cinema, estrela como a cantora titular, retratando sua vida desde a infância até seus últimos momentos antes de sua morte por câncer cervical em 2003. O filme apresenta um grande elenco, incluindo Fish Lew, Gordon Lam e Louis Koo em papéis coadjuvantes.
A produção do filme biográfico começou na década de 2010, quando Bill Kong, presidente da Edko Films, iniciou o projeto para comemorar o legado de Mui. Leung assinou o projeto e levou mais de um ano para escrever o roteiro com Ng, bem como finalizar o elenco. A fotografia principal ocorreu em 2018.
Embora sua data de lançamento inicial em 2020 tenha sido adiada devido à pandemia de COVID-19, Anita foi lançado em Hong Kong em 12 de novembro de 2021, seguido por alguns países do Sudeste Asiático no mesmo mês. O filme recebeu críticas mistas a positivas ee fez sua estreia de bilheteria de HK$ 12 milhões com exibições anteriores.
Uma versão de corte de diretor estendida, com 1 hora de filmagem extra, foi lançada digitalmente como uma minissérie de cinco episódios no Disney+ através do Star a partir de 2 de fevereiro de 2022.

## Enredo
O filme segue a vida da cantora de Cantopop e atriz de Hong Kong, Anita Mui. O filme começa a partir de sua vida como uma artista infantil com sua irmã Ann Mui no agora demolido Lai Chi Kok Amusement Park, e segue seu relacionamento com seu designer de moda Eddie Lau, colega cantora Leslie Cheung, ex-namorados Goto Yuki e Ben Lam, sua carreira e até a morte de Mui em 2003.

## Elenco
- Louise Wong como Anita Mui
- Ayumu Nakajima como o ex-namorado de Anita / artista japonês Goto Yuki, que é baseado no cantor japonês Masahiko Kondō[4]
- Tony Yang como seu segundo ex-namorado Ben Lam (versão dublada em cantonês por Gabriel Harrison)[5]
- Louis Koo como o designer de moda Eddie Lau
- Gordon Lam como o executivo So Haau Leung da Capital Artists
- Miriam Yeung como Florence Chan, uma agente de talentos da Capital Artists
- Fish Lew como a irmã de Anitta, Ann Mui
- Terrance Lau como Leslie Cheung
- David Siu como como investidor de filmes afiliado à tríade Boss Kwok, que é baseado no produtor de filmes afiliado à 14K, Wong Long-wai[6][7]
- Waise Lee como o produtor de cinema Leonard Ho

## Lançamento
O primeiro trailer e pôster de Anita foi lançado em maio de 2021. No entanto, o envolvimento de Wong com o projeto foi mantido em mistério até 8 de julho de 2021, quando ela foi oficialmente anunciada como a atriz que interpretaria Mui.
Após o lançamento do filme, a Edko Films continuaria a promover Anita oferecendo passeios gratuitos de bonde em Hong Kong no 18º aniversário da morte de Mui em 30 de dezembro. Em 6 de janeiro de 2022, o filme foi exibido nacionalmente na Tailândia.
Em 5 de janeiro de 2022, a Disney anunciou que uma adaptação episódica de Anita estaria disponível entre o conteúdo do Disney+ via Star a partir de 2 de fevereiro daquele ano. A série, intitulada Anita (Director's Cut), é composta por cinco episódios de 45 minutos de duração que reorganiza as cenas existentes e contêm mais de uma hora de imagens inéditas. Na América Latina, a minissérie estreou exclusivamente através do Star+ em 6 de abril de 2022.